# Spärrlav
Spärrlav (Bryocaulon divergens) är en lavart som först beskrevs av Erik Acharius, och fick sitt nu gällande namn av Ingvar Kärnefelt. Spärrlav ingår i släktet Bryocaulon, och familjen Parmeliaceae. Arten är reproducerande i Sverige.

## Bildgalleri

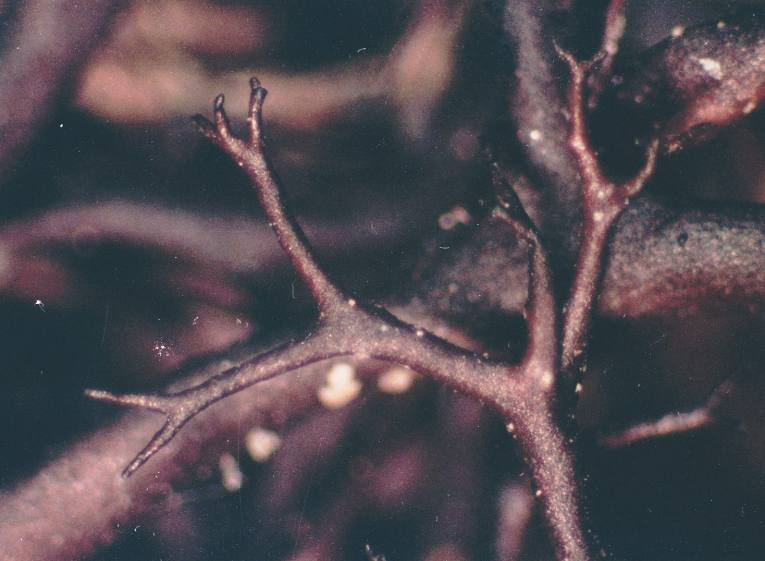
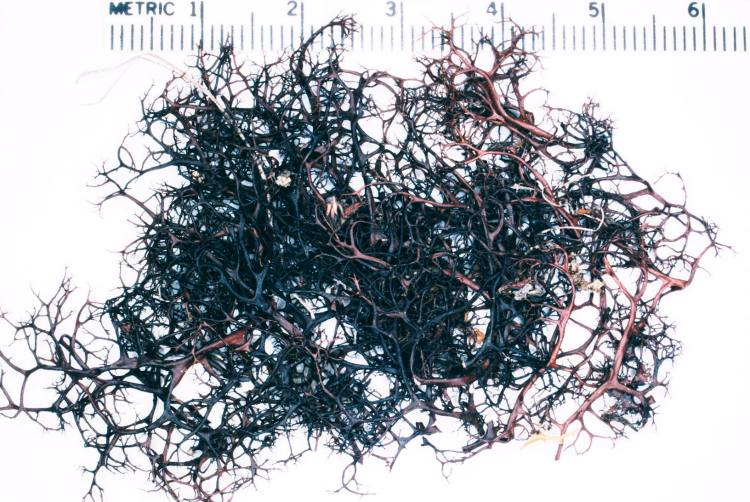
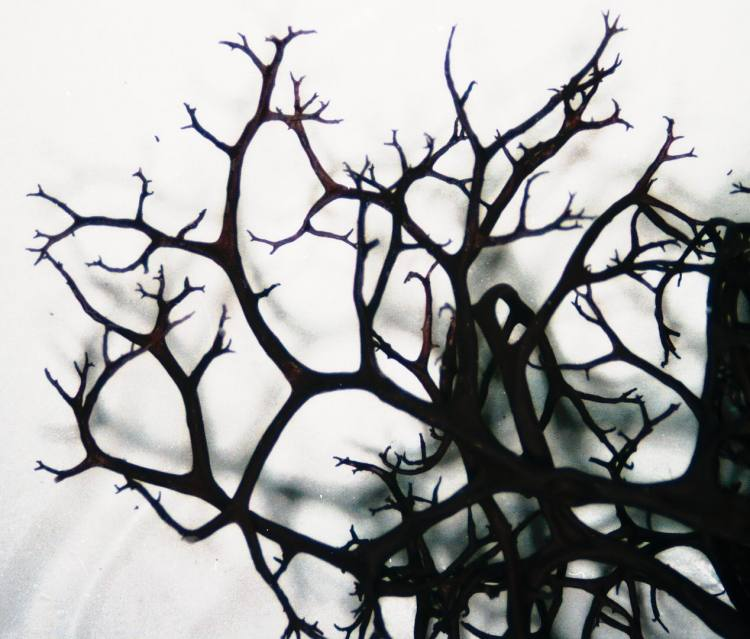
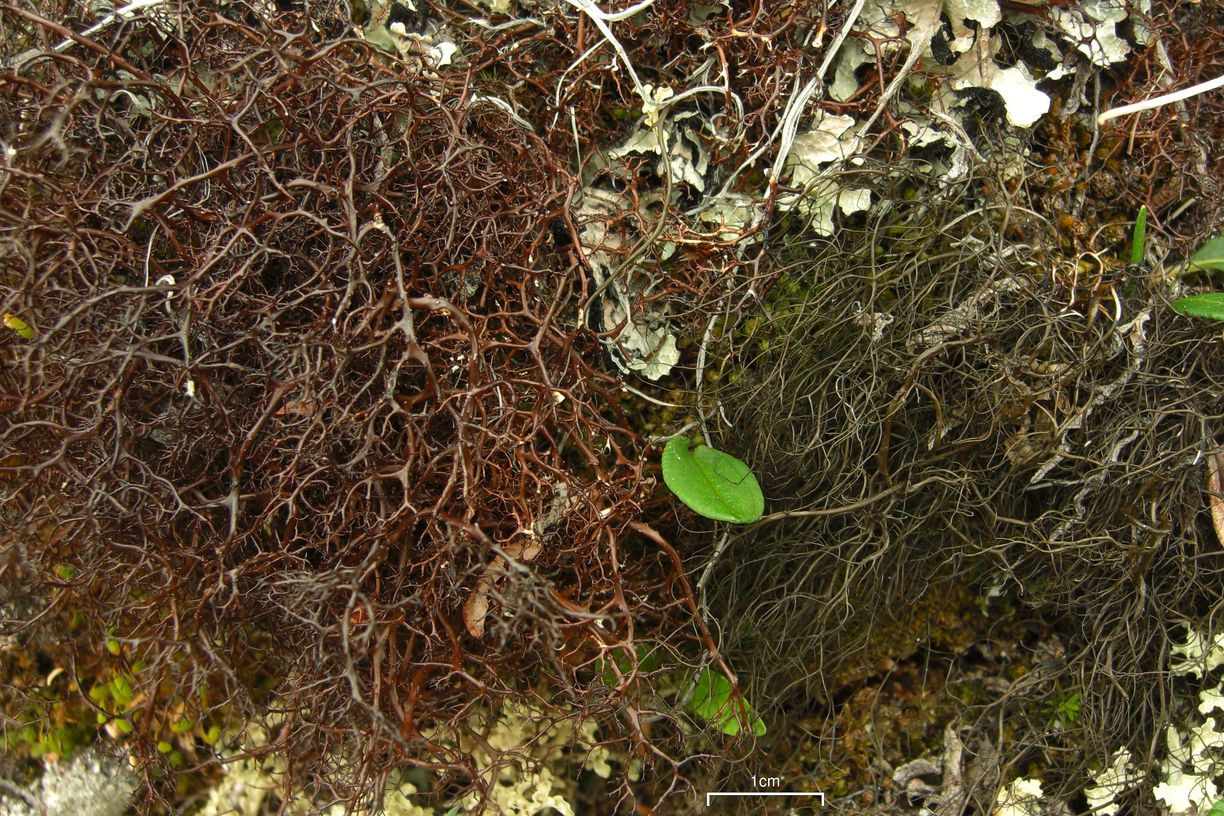
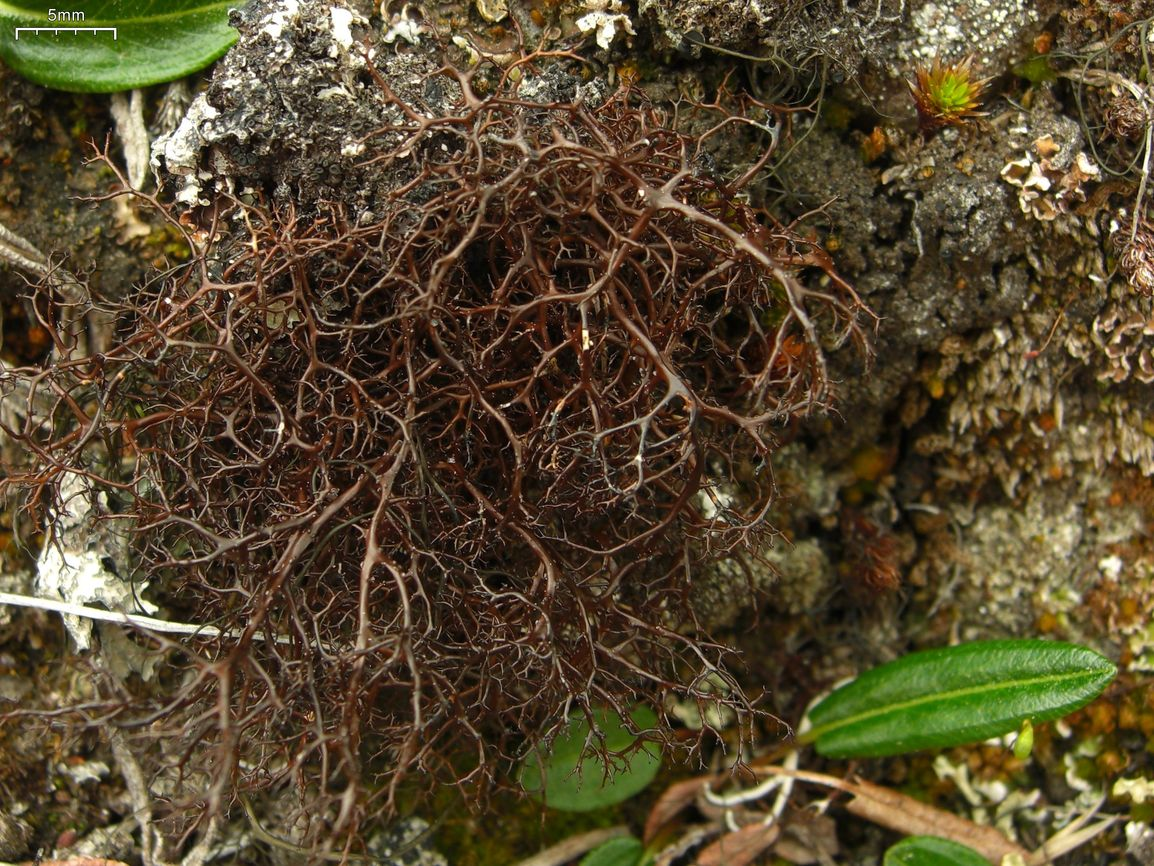